# Margaretha von Bahr

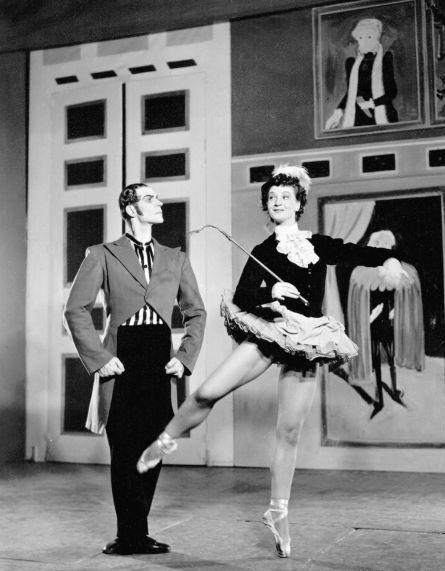
Margaretha von Bahr och Klaus Salin.

Maria Elisabet Margaretha von Bahr-Sorsa, född Wasenius 11 december 1921 i Helsingfors, död där 21 februari 2016, var en finländsk dansös, koreograf och balettpedagog. Hon var mor till Robert von Bahr och Riki Sorsa. 
Margaretha von Bahr var 1939–1964 utövande dansös (premiärdansös från 1947) vid Finska operan/Nationaloperan, där hon uppträdde i nästan alla kvinnliga huvudroller som stod på repertoaren. Under denna tid uppträdde hon även utomlands i ett drygt dussin länder. Hennes känsloladdade och temperamentsfulla dans gjorde henne till en av operans mest uppskattade dansöser. Hon verkade därefter framgångsrikt som pedagog i egen balettskola och som koreograf både för opera och television. Hon tilldelades Pro Finlandia-medaljen 1957 och professors titel 1979.

## Utmärkelser
- Pro Finlandia-medaljen av Finlands Lejons orden,  1957[1]
- Hans Majestät Konungens medalj[1]

[Redigera Wikidata]